# Guy Lacour
Guy Lacour, eigentlich Guillaume Lacour, (* 8. Juni 1932 in Soissons, Département Aisne; † 15. Mai 2013) war ein französischer Komponist und Tenor-Saxophonist.

## Leben
Seinen ersten Musikunterricht erhielt er bereits mit 10 Jahren in seiner Heimatstadt. Er trat lokalen Orchestern bei und gewann sein erstes Diplom der Confédération Musicale de France. Dann ging er zum Konservatorium von Versailles und studierte bei Marcel Josse. Ab 1950 studierte er am Conservatoire de Paris Saxophon bei Marcel Mule und Kammermusik bei Fernand Oubradous.
Nach seinem Studium entwickelt sich seine musikalische Karriere in drei unterschiedliche Richtungen. Als Pop-Saxophonist spielte er in vielen führenden Gruppen der damaligen Zeit ebenso wie in führenden Music-Halls, Kabaretts und Varietés (Lido, Moulin Rouge, Folies Bergère etc.). Zur gleichen Zeit bewies er als Saxophonist, dass er auch klassische Werke stilvoll interpretieren konnte. Das zeigten zahlreiche Konzerte im Rundfunk, mit Symphonie-Orchestern und gar in der Oper. 1961 wurde er Mitglied im sehr bekannten Marcel-Mule-Quartett als Tenor-Saxophonist. Dies führte sogar dazu, dass er Konzerte und Schallplatten-Aufnahmen mit den Berliner Philharmonikern unter der Leitung von Herbert von Karajan oder dem Orchestre de Paris unter der Leitung von Daniel Barenboim als Solist bestritt. Als sich das Marcel-Mule-Quartett auflöste, musizierte er mehrere Jahre mit dem Ensemble de Saxophones Français
Seine Dozenten-Karriere begann 1975. Er dozierte Saxophon an verschiedenen Konservatorien in der Region um Paris. Letztlich behielt er davon nur eine Anstellung als Professor an der Ecole Nationale de Musique Edgar Varèse in Gennevilliers, Département Hauts-de-Seine, doch wurde er noch im gleichen Jahr, als er sich auf die Anstellung in Gennevilliers konzentrierte, Direktor des Conservatoire Municipal de Mantes-la-Ville, Département Yvelines.
Ferner war er Mitglied vieler Jurys von Orchester- und Saxophon-Wettbewerben. Er ist Gründungsmitglied der Association des Saxophonistes de France, wo er später wegen seiner Verdienste Ehrenmitglied wurde. Des Weiteren gewann ihn die Selmer Company in Mantes-la-Ville als technischen Berater und Instrumenten-Tester.
1992 beendete er alle seine anderen Aktivitäten, um sich fortan dem dritten Aspekt seiner musikalischen Karriere zu widmen, der Komposition. Seine ersten Werke reichen zurück in das Jahr 1963. Viele seiner Werke dienen noch heute als Pflichtstücke nationaler und internationaler Wettbewerbe.

## Werke

### Werke für Orchester
- 1972 Hommage to Jacques Ibert für Alt-Saxophon und Orchester

### Kammermusik
- 1971 Suite en duo pour 2 Saxophones ou 2 hautbois ou 2 clarinettes
  1. Allegro
  2. Aria
  3. Petite Fugue
  4. Largo puis Scherzetto
- Belle époque
- Chanson Modale für Flöte und Klavier
- Deux SI, Deux La für Flöte und Klavier
- Divertissement pour saxophone-alto et percussion
- Double Jeu Sopran- und Tenor-Saxophon Duette
- Juste au cor pour cor en fa et piano
- Méditation pour ensemble de saxophones (sopranino ad lib, SSAAATTTBB, basse ad lib)
- Moments partagés pour 2 clarinettes
- Noctilène
- Pièce Concertante für Tenor-Saxophon
- Quatuor Helios Flöten und/oder Streicher-Trio
- Quatuor pour Saxophones
  1. Elegie
  2. Scherzo
  3. Rondo Final

### Pädagogische Literatur u. Studienmaterial
- 2002 28 études-impromptus sur les modes à transpositions limitées d’Olivier Messiaen pour trompette
- 24 Easy Atonal Etudes für Saxophon
- 56 Etudes Récréatives pour Saxophone en deux volumes
- 28 Etudes sur les Modes d’Olivier Messiaen
- 50 Etudes Faciles & Progressives Cahier 1
- 50 Etudes Faciles & Progressives Cahier 2
- 100 Dèchiffrages Manuscrits
- 12 Esquisses
- 8 études brillantes pour saxophone
- 22 Dodecaprices pour Basson
- 22 Dodécaphonies pour Basson